# USS Alden (DD-211)
USS Alden (DD-211) là một tàu khu trục lớp Clemson được Hải quân Hoa Kỳ chế tạo vào cuối Chiến tranh Thế giới thứ nhất, và đã tiếp tục phục vụ trong Chiến tranh Thế giới thứ Hai cho đến khi xung đột kết thúc. Nó là chiếc tàu chiến duy nhất của Hải quân Hoa Kỳ được đặt tên theo Chuẩn đô đốc James Alden, Jr. (1810–1877).

## Thiết kế và chế tạo
Alden được đặt lườn vào ngày 24 tháng 10 năm 1918 tại xưởng tàu của hãng William Cramp and Sons. Nó được hạ thủy vào ngày 14 tháng 5 năm 1919, được đỡ đầu bởi cô Sarah Alden Dorsey, cháu gái Chuẩn đô đốc Alden; và được đưa ra hoạt động vào ngày 24 tháng 11 năm 1919 dưới quyền chỉ huy của Hạm trưởng, Trung tá Hải quân William Ancrum.

## Lịch sử hoạt động

### Những năm giữa hai cuộc thế chiến

#### 1920–1923
Sau khi hoàn tất việc chạy thử máy huấn luyện cùng những sửa chữa và thay đổi sau thử máy, Alden được xếp lại lớp từ "Tàu khu trục số 211" thành DD-211 vào ngày 17 tháng 7 năm 1920 khi hạm đội áp dụng cách đánh số ký hiệu lườn, và đã lên đường từ ngày 5 tháng 12 năm 1919 trước đó để hoạt động tại vùng biển Châu Âu, đi đến Constantinople rồi đến Samsun, Thổ Nhĩ Kỳ. Nó viếng thăm các cảng trong vùng biển Adriatic vào mùa Xuân năm 1920, bao gồm Split, Gravosa và Pula, khảo sát hoàn cảnh chính trị và biểu dương lực lượng để bảo vệ quyền lợi của Hoa Kỳ tại khu vực. Trong các chuyến đi dọc bờ biển Adriatic, nó vận chuyển nhân sự và thư tín, và phục vụ như một tàu trạm tại Venice. Tiếp tục đi đến Constantinople để tham gia các nỗ lực cứu trợ người tị nạn do cuộc Nội chiến Nga, nó tiếp nối các hoạt động tại biển Adriatic không lâu sau đó, viếng thăm Kotor và Split vào ngày 12-13 tháng 12 năm 1920 trước khi quay trở lại Venice. Nó một lần nữa lần lượt viếng thăm Split và Gravosa trước khi ghé qua Salonika, Hy Lạp, đến nơi vào ngày 15 tháng 12.
Được tách khỏi nhiệm vụ cùng Lực lượng Hải quân Hoa Kỳ tại châu Âu sau đó, Alden lên đường để gia nhập Hạm đội Á Châu ngang qua kênh đào Suez. Nó cuối cùng đến được Manila thuộc quần đảo Philippine vào ngày 2 tháng 2 năm 1921. Sau khi được bảo trì tại căn cứ của Hạm đội Á Châu tại Cavite, chiếc tàu khu trục khởi hành đi đến vùng biển Trung Quốc, đi đến Yên Đài vào ngày 22 tháng 6. Nó hoạt động từ căn cứ mùa Hè này của Hạm đội Á Châu cho đến ngày 15 tháng 9, khi nó lên đường đi Thượng Hải. Được giao nhiệm vụ đặc biệt, nó kết thúc giai đoạn 10 ngày lưu lại cảng này vào ngày 27 tháng 9, rời Thượng Hải để đi đến cảng trên sông Dương Tử, đến nơi vào ngày 1 tháng 10. Nó ở lại đây cho đến ngày 7 tháng 10, lên đường quay trở lại Thượng Hải, đến nơi vào ngày 9 tháng 10, lưu lại vừa đủ để nhận tiếp liệu và nhiên liệu trước khi khởi hành đi Philippines cùng ngày hôm đó.
Alden về đến Cavite vào ngày 12 tháng 10, rồi đi Manila hai ngày sau đó cho một đợt nghỉ ngơi kéo dài ba ngày. Sau đó con tàu trải qua hai tháng hoạt động thực hành mục tiêu ngoài khơi Olongapo và quay trở về Manila vào ngày 17 tháng 12. Nó được tiếp nhiên liệu và tiếp liệu tại Cavite  trước khi lên đường đi Mariveles, nơi nó hoạt động cùng các tàu ngầm của Hạm đội Á Châu. Sau đó nó thực hiện các cuộc thực hành chiến trận tầm xa ngoài khơi Manila cho đến tháng 1 năm 1922, tạm thời đặt căn cứ hoạt động ngoài khơi Olongapo trước khi trải qua một đợt tiếp liệu sửa chữa cặp theo mạn chiếc Buffalo trong tháng 3. Sau một đợt thực hành mục tiêu và ngư lôi tại vùng biển vịnh Lingayen từ ngày 13 tháng 4 đến ngày 25 tháng 5 năm 1922, chiếc tàu khu trục được năm ngày nghỉ ngơi tại Manila trước khi lên đường đi Thượng Hải, Trung Quốc vào ngày 3 tháng 6 và vào ụ tàu tại cảng này. Sau đó nó lên đường đi sang vùng biển Nhật Bản, viếng thăm cảng Yokohama.
Kết thúc lượt phục vụ cùng Hạm đội Á Châu vào mùa Hè năm 1922, Alden lên đường quay trở về Hoa Kỳ, về đến San Francisco, California vào ngày 2 tháng 10. Nó được cho xuất biên chế tại San Diego, California vào ngày 24 tháng 1 năm 1923.

#### 1930–1937
Alden bị bỏ không cho đến hết thập niên 1920, nhưng được cho nhập biên chế trở lại tại San Diego vào ngày 8 tháng 5 năm 1930 dưới quyền chỉ huy của Hạm trưởng, Thiếu tá Hải quân Lloyd R. Gray, và được phân về Hải đội Khu trục trực thuộc Hạm đội Chiến trận. Trong thành phần của Đội khu trục 46 (sau này cùng Đội khu trục 10), nó đặt cảng nhà tại San Diego và xưởng bảo trì nhà tại Xưởng hải quân Mare Island. Nó tiến hành các công việc bảo trì tại cảng cùng hoạt động huấn luyện thường lệ trong sáu năm tiếp theo, kết thúc các đợt huấn luyện hàng năm bằng các cuộc tập trận hạm đội quy mô lớn mang tên Vấn đề Hạm đội. Nó đã tham gia sáu cuộc tập trận tương tự, ngoại trừ Vấn đề Hạm đội XVII vào mùa Xuân năm 1936, khi Đội khu trục 10 vào lúc đó đang trải qua hai tháng bảo trì tại Xưởng hải quân Mare Island.
Trong khi Alden được bảo trì tại Mare Island, tàu khu trục chị em Smith Thompson bị hư hại nặng do tai nạn va chạm với chiếc cùng lớp Whipple vào ngày 14 tháng 4. Không phù hợp để tiếp tục hoạt động, Smith Thompson bị xóa đăng bạ vào ngày 19 tháng 5, và Alden được chọn thay thế cho Smith Thompson để phục vụ cùng Hạm đội Á Châu. Lên đường vào ngày 15 tháng 7, nó dừng một chặng ngắn tại Trân Châu Cảng, ghé qua đảo Wake và Guam trước khi đi đến Yên Đài vào ngày 20 tháng 8. Trong sáu năm tiếp theo sau, thoạt tiên được phân về Đội khu trục 13, Alden đi lên phía Bắc vào mùa Xuân để hoạt động ngoài khơi Yên Đài vào mùa Hè, và quay trở về Philippines vào mùa Thu để thực tập và bảo trì tại Cavite trong mùa Đông. Hoạt động thường lệ này diễn ra trong bối cảnh căng thẳng ngày càng gia tăng trong mối quan hệ Trung-Nhật. Xung đột lẻ tẻ từng nổ ra và lắng dịu trong suốt thập niên 1930, nhưng cuối cùng chiến tranh vẫn nổ ra vào tháng 7 năm 1937.
Do diễn biến ban đầu của cuộc Chiến tranh Trung-Nhật dường như giới hạn tại vùng Đông Bắc Trung Quốc, Tư lệnh Hạm đội Á Châu, Đô đốc Harry E. Yarnell, vẫn còn có lực lượng dự trữ cho kế hoạch một chuyến viếng thăm hữu nghị đến Vladivostok, Liên Xô. Alden đã cùng với Paul Jones, Whipple và Barker khởi hành từ căn cứ của chúng ở Yên Đài, gặp gỡ tàu tuần dương hạng nặng Augusta vào ngày 25 tháng 7, và cùng đi đến Vladivostok vào ngày 28 tháng 7, cho chuyến viếng thăm đầu tiên của Hải quân Hoa Kỳ đến một cảng Nga sau khi hai nước thiết lập quan hệ ngoại giao vào năm 1933. Chúng ở lại đây cho đến chiều ngày 1 tháng 8, khi các tàu khu trục quay về Yên Đài còn Augusta đi đến Thanh Đảo.
Khi xung đột nổ ra tại Thượng Hải vào giữa tháng 8, tàu chiến của Hạm đội Á Châu rút ngắn lịch trình huấn luyện cho thời gian còn lại của mùa Hè và mùa Thu, chủ yếu sẵn sàng để trợ giúp công dân Hoa Kỳ khi cần thiết. Alden cuối cùng quay trở về Philippines vào mùa Đông để bảo trì và huấn luyện.

#### Sự cố SSPresident Hoover
Sáng sớm ngày 11 tháng 12 năm 1937, tàu biển chở hành khách SS President Hoover thuộc hãng tàu Dollar Steamship Lines bị mắc cạn do một cơn bão tại Kasho-to, phía Đông Đài Loan. Alden và Barker, lúc đó đang ở Manila và Căn cứ hải quân Olongapo tương ứng, được lệnh lên đường ngay lập tức để trợ giúp. Do hoàn cảnh khẩn cấp, Alden nhổ neo mà không có Hạm trưởng, Thiếu tá Hải quân Stanley M. Haight, cùng nhiều sĩ quan và thủy thủ. Một thủy phi cơ Grumman J2F Duck của Hạm đội Á Châu đã đưa Thiếu tá Haight đến Alden, gặp gỡ con tàu ngoài biển và hạ cánh gần đó. Tuy nhiên, hoàn cảnh biển động không cho phép xuồng của tàu khu trục cặp sát chiếc thủy phi cơ vì nguy cơ làm hỏng phao nổi chính của máy bay. Thiếu tá Haight phải bơi đến một trong số các xuồng máy của Alden để được đưa lên tàu và nắm lại quyền chỉ huy.
Alden tiếp tục hành trình, nhưng chỉ đạt tốc độ tối đa 12 hải lý trên giờ (22 km/h) do biển động mạnh. Nó cuối cùng đến được Kasho-to lúc 12 giờ 45 phút ngày 12 tháng 12, và lập tức yêu cầu được cấp phép từ Hạm trưởng chiếc tàu tuần dương Nhật Ashigara để được tiến vào vùng lãnh hải Nhật Bản. Barker có mặt không lâu sau đó, và một sĩ quan hải quân Nhật từ Ashigara đã lên chiếc Alden để trao giấy phép của chính phủ cho hai chiếc tàu khu trục tiến vào và giúp đỡ President Hoover. Vào lúc này, 330 thành viên thủy thủ đoàn của 
Hoover đã hầu như đưa được 503 hành khách lên bờ an toàn. Tuy nhiên một số thủy thủ của Hoover đã xâm nhập vào hầm rượu của chiếc tàu chở hành khách, uống rượu, và khi lên bờ bắt đầu quấy rối các hành khách nữ. Thiếu tá Haight, Thiếu úy John H. Parker và 15 người khác đã lên chiếc Hoover để bảo vệ tài sản, trong khi các đội đổ bộ của Alden và Barker đã lên bờ để duy trì trật tự.
Đến ngày 14 tháng 12, do sự căng thẳng và e ngại gia tăng sau sự kiện chiếc pháo hạm Panay bị máy bay Nhật Bản đánh chìm tại Nam Kinh trên bờ sông Dương Tử vào ngày 12 tháng 12, Alden rời đi và chuẩn bị sẵn 47 quả đạn pháo 4 inch (100 mm) để sẵn sàng chiến đấu trong trường hợp bị phía Nhật tấn công; tuy nhiên Ashigara và các tàu tháp tùng vẫn túc trực và giúp đỡ con tàu mắc cạn một cách chuyên nghiệp. Hành khách và thủy thủ của Hoover được chiếc SS President McKinley của hãng tàu American Mail Line và chiếc SS President Pierce của hãng Dollar Lines cứu vớt vào các ngày 14 và 15 tháng 12, tương ứng. Ashigara bố trí các xuồng đổ bộ đáy bằng để đưa hành khách từ bờ ra xuồng máy của McKinley để chuyển họ ra tàu. Thả neo về phía Tây Kasho-to, Alden tiếp tục canh gác xác tàu đắm của Hoover cho đến ngày 23 tháng 12, khi được các giới chức thẩm quyền Nhật Bản thay phiên.

#### 1938–1941
Trong mùa Hè tiếp theo, cùng các tàu khu trục chị em và tàu tiếp liệu Black Hawk, Alden viếng thăm Hải Phòng tại Đông Dương thuộc Pháp từ ngày 21 đến ngày 28 tháng 6 năm 1938 trước khi tiếp tục đi đến Yên Đài. Khi chiến tranh nổ ra tại Châu Âu vào tháng 9 năm 1939, lo ngại Nhật Bản sẽ lợi dụng các tô giới của Anh và Pháp để mở rộng tầm ảnh hưởng tại Viễn Đông, một số tàu khu trục của Hạm đội Á Châu lần lượt được phái đi tăng cường cho việc Tuần tra Nam Trung Quốc để bảo vệ tính mạng và tài sản của công dân Hoa Kỳ. Alden đã làm nhiệm vụ này từ tháng 9 đến tháng 11 năm 1939 trước khi quay về Philippines. Tuy nhiên, tình hình quốc tế khiến cho việc duy trì Hạm đội Á Châu tại vùng biển Trung Quốc trở nên nguy hiểm; nên Đô đốc Thomas C. Hart, người thay thế cho Đô đốc Yarnell trong vai trò Tư lệnh Hạm đội Á Châu vào tháng 7 năm 1939, ra lệnh triệt thoái chúng về Philippines vào cuối năm 1940, ngoại trừ các pháo hạm sông trên sông Dương Tử và Tuần tra Nam Trung Quốc. Tại vùng quần đảo Philippine, hạm đội chuẩn bị cho chiến tranh; Alden tham gia các cuộc huấn luyện xen kẻ với những giai đoạn bảo trì tại Cavite cho đến mùa Thu đầy biến động của năm 1941.
Do hoàn cảnh tại Viễn Đông tiếp tục căng thẳng và không thể lường trước được, Đô đốc Hart mong muốn có những biện pháp an toàn bổ sung khỏi một cuộc tấn công bất ngờ, và giảm khả năng Nhật Bản sẽ cắt rời lực lượng tàu nổi của mình khỏi các căn cứ của Anh và Hà Lan trong trường hợp có chiến tranh. Nhằm mục đích đó, vào ngày 24 tháng 11 năm 1941, Tư lệnh Hạm đội Á Châu ra lệnh cho Lực lượng Đặc nhiệm 5, hình thành chung quanh tàu tuần dương hạng nhẹ Marblehead, hai đội khu trục 57 và 58 trong đó bao gồm Alden thuộc đội thứ nhất, và Black Hawk, đi đến các cảng Balikpapan và đảo Tarakan, Borneo. Hart chỉ thị cho các tư lệnh phân đội đi đến các cảng trên để tiếp nhiên liệu, nhưng với chủ định cố nán lại các cảng trên trong một thời gian kéo dài nếu cần thiết.
Alden lên đường vào ngày 25 tháng 11 năm 1941, tháp tùng Black Hawk để hướng đến Borneo, và đi đến Balikpapan vào sáng ngày 30 tháng 11. Đang khi nó thả neo tại cảng này, Đô đốc Anh Thomas Spencer Vaughan Phillips, Tổng tư lệnh vừa mới được chỉ định của Hạm đội Đông Anh Quốc, bay đến Manila để hội đàm với Đô đốc Hart vào ngày 5-6 tháng 12. Phillips yêu cầu việc cho mượn các tàu khu trục của Hạm đội Á Châu Hoa Kỳ để giúp hộ tống các tàu chiến chủ lực của mình, nhưng Hart lưỡng lự vì cho rằng phía Anh đã có đầy đủ lực lượng cần thiết. Tuy nhiên, tin tức tình báo về sự di chuyển một đoàn tàu vận tải Nhật Bản trong vịnh Thái Lan đã khiến Hart đổi ý, và khi Đô đốc Phillips quay trở lại Singapore, Tư lệnh Hạm đội Á Châu đồng ý chuyển thuộc một đội tàu khu trục.
Alden cùng với ba tàu chị em và Black Hawk thoạt tiên được lệnh đi đến Batavia, Java để tiếp liệu và nghỉ ngơi. Nhưng không lâu sau khi rời Balikpapan, do thỏa thuận với phía Anh, họ nhân mệnh lệnh mới chuyển hướng đến Singapore để gia nhập Lực lượng Z của Đô đốc Phillips, hình thành chung quanh thiết giáp hạm Prince of Wales và tàu chiến-tuần dương Repulse.

### Thế Chiến II

#### 1941
Alden đang trên đường đi đến địa điểm mới, khi vào lúc 03 giờ 00 ngày 8 tháng 12 năm 1941 (ngày 7 tháng 12 tại Trân Châu Cảng), nó nhận được tin chiến tranh tại Thái Bình Dương đã được Đế quốc Nhật Bản khai mào. Tại Singapore, tin tức về một đoàn tàu tấn công Nhật Bản đang hướng đến Malaya thuộc Anh buộc Đô đốc Phillips phải hành động trước khi lực lượng tăng cường cho ông đến nơi, và ông rời Singapore vào chiều tối ngày 8 tháng 12 với Prince of Wales và Repulse, được bốn tàu khu trục hộ tống, để truy tìm đối phương.
Đi đến Singapore sáng ngày 10 tháng 12, Alden thả neo lúc 11 giờ 13 phút, đón lên tàu một nhóm liên lạc của Hải quân Hoàng gia Anh, bao gồm một Đại úy Hải quân và bốn nhân viên vô tuyến lúc 11 giờ 30 phút. Nó và các tàu chị em vẫn còn đang chuẩn bị để ra khơi, khi các máy bay ném bom tầm cao và máy bay ném bom-ngư lôi Nhật Bản cất cánh từ Sài Gòn, Đông Dương đã áp đảo Prince of Wales và Repulse ngoài khơi Kuantan, Malaya chiều hôm đó và đã đánh chìm cả hai. Khởi hành lúc 15 giờ 09 phút, đáp ứng tín hiệu kêu cứu tuyệt vọng của Đô đốc Phillips được gửi lúc đầu trận đánh, Alden và các tàu chị em rời Singapore đi đến nơi diễn ra đụng độ. Tuy nhiên đến lúc đó, các tàu khu trục Anh và Australia tháp tùng đã cứu vớt những người sống sót từ hai chiếc tàu chiến chủ lực, rồi rút lui về Singapore.
Alden và các tàu đồng đội sau đó đi đến vùng biển mà trận chiến đã diễn ra trước đó, tìm kiếm những người sống sót, nhưng chỉ thấy mặt biển đầy mảnh vụn xác tàu. Trên đường quay trở lại Singapore, nó ghi nhận "dường như một cuộc tấn công bằng tàu ngầm" lúc 06 giờ 30 phút ngày 11 tháng 12, và tàu khu trục Edsall đã rời đội hình để trinh sát, nhưng không phát hiện được gì. Alden và các tàu chị em về đến cảng trong buổi sáng đó; nó neo đậu cặp theo chiếc RFA Francol lúc 10 giờ 41 phút để tiếp nhiên liệu. Đang khi ở trong cảng, nó treo cờ rủ để tưởng niệm những người đã thiệt mạng trên những chiếc Prince of Wales và Repulse. Alden tiếp tục ở lại Singapore cho đến sáng ngày 14 tháng 12, và sau khi tiễn nhóm liên lạc của Hải quân Hoàng gia rời tàu, đã lên đường cùng với phần còn lại đội khu trục đi Surabaya, Java, và đi đến cảng do Hà Lan kiểm soát này vào xế trưa ngày 15 tháng 12.
Lên đường vào ngày 20 tháng 12 hướng sang vùng biển Australia, Alden hộ tống cho tàu tuần dương hạng nặng Houston đi Port Darwin, thường xuyên tách khỏi hành trình đưa các toán đổ bộ điều tra và khảo sát nhiều tàu nhỏ trông thấy trên đường đi. Nó sáp nhập cùng một đội hình các tàu chiến Hoa Kỳ khác để đi đến vùng biển Australia: Pecos, Otus và Gold Star hai ngày trước lễ Giáng Sinh, và được tiếp nhiên liệu từ Pecos cùng ngày hôm đó. Cuối cùng chiếc tàu khu trục và đoàn tàu đến được Darwin an toàn, thả neo tại cảng phía Bắc Australia này lúc 13 giờ 05 phút ngày 28 tháng 12.

#### 1942
Alden không lâu sau đó được điều về Đội khu trục 58, và trải qua nhiều tuần lễ tiếp theo hộ tống các đoàn tàu vận tải chuyển quân và tiếp liệu trong các hỗ lực tăng cường phòng thủ cho "Hàng rào Mã Lai". Trong một chuyến đi như vậy hộ tống cho chiếc Trinity đi đến cảng Darwin vào sáng ngày 20 tháng 1 năm 1942, Trinity báo cáo có ngư lôi bắn về phía nó. Alden lập tức đổi hướng lúc trời vừa hửng sáng, và tiến hành một đợt tấn công bằng mìn sâu, nhưng không lâu sau đó bị mất tín hiệu "tàu ngầm" đối phương. Lo ngại về con tàu vận tải không được bảo vệ nếu nó tiếp tục việc truy tìm đối phương, Alden quay trở lại vị trí hộ tống và đi đến cảng Darwin mà không gặp sự cố nào khác. Tuy nhiên, lúc 16 giờ 20 phút chiều hôm đó, đang khi được tiếp nhiên liệu từ tàu chở dầu British Sailor, Alden nhận được lệnh tháp tùng cùng Edsall đi đến địa điểm vụ tấn công trên. Lên đường lúc 16 giờ 41 phút, bỏ lại một phần ba thủy thủ đoàn đang bốc dỡ hàng tiếp liệu từ Black Hawk, Alden vội vã đi đến hiện trường, thấy chiếc HMAS Deloraine đang tấn công bằng mìn sâu.
Alden và Edsall tuần tra tại một khu vực lân cận nơi phát hiện tàu ngầm, trong khi hai tàu Australia tuần tra tại một khu vực khác. Alden phát hhiện tín hiệu đối phương vào sáng sớm hôm sau 21 tháng 1, và đã thả sáu quả mìn sâu mà không mang lại kết quả. Một máy bay từ tàu tiếp liệu thủy phi cơ Langley báo cáo đã thực hiện một đợt tấn công xuống một tàu ngầm đối phương không lâu sau đó, và Alden đi đến hiện trường. Trông thấy các vệt dầu tiếp tục nổi lên, nó tấn công, tiêu phí hết số mìn sâu mang trên đường ray. Mang thêm mìn sâu dự trữ dưới hầm tàu lên, nó lại tấn công thêm một đợt nữa sau đó; và sau khi thả hết quả mìn cuối cùng, nó quay trở về cảng Darwin. Edsall và các tàu chiến Australia, có một thủy phi cơ PBY Catalina tháp tùng, quay trở lại hiện trường nhưng không tìm thấy vệt dầu loang mà Alden nhìn thấy lần sau cùng, do hậu quả của một cơn giông to tại khu vực lân cận. Ít lâu sau, người ta xác định được nạn nhân của cuộc tấn công trước đó do Edsall và Deloraine thực hiện là chiếc I-124, một tàu ngầm rải mìn lớn vốn đã rải 27 quả thủy lôi gần Darwin, khiến ba tàu buôn Đồng Minh bị đánh chìm.
Rời Darwin vào ngày 3 tháng 2, Alden lên đường cùng một đoàn tàu vận tải hướng đến Java. Được Trinity tiếp nhiên liệu trên đường đi, nó đi đến Tjilatjap tại bờ biển phía Nam Java vào cuối buổi chiều ngày 10 tháng 2. Khởi hành vào cuối ngày hôm sau, nó gặp gỡ Paul Jones và HMS Ban Hong Liong vào sáng ngày 12 tháng 2, và hộ tống con tàu Anh đi đến cảng Koepang, Timor. Đoàn tàu đến nơi vào ngày 16 tháng 2, và chiếc tàu khu trục quay trở lại Tjilatjap ba ngày sau đó sau khi được tiếp nhiên liệu từ Pecos. Vào ngày hôm sau, nó tuần tra trong một lúc ngắn ngoài khơi lối ra vào cảng bảo vệ cho chiếc Black Hawk lên đường. Khi quân Nhật tiến đến gần Java, lực lượng Bộ chỉ huy Mỹ-Anh-Hà Lan-Australia (ABDA) bắt đầu được tập trung để đánh ván bài quyết định. Như một phần của việc điều động này, Alden rời Tjilatjap vào sáng ngày 22 tháng 2 để đi Surabaya, và cùng với Paul Jones hộ tống cho chiếc Houston trên đường đi. Ba chiếc tàu chiến Hoa Kỳ đi đến địa điểm vào xế trưa ngày 24 tháng 2.
Sau khi nhận được tin tức tình báo về một cuộc đổ bộ của quân Nhật có thể diễn ra tại khu vực lân cận, một lực lượng hỗn hợp Hà Lan và Hoa Kỳ bao gồm các tàu tuần dương Houston, HNLMS De Ruyter và HNLMS Java, hai tàu khu trục Hà Lan và năm tàu khu trục Hoa Kỳ (trong đó có Alden) đã khởi hành sau khi trời tối ngày 25 tháng 2, thực hiện một cuộc càn quét ngoài khơi bờ biển phía Bắc đảo Madura. Không bắt gặp tàu đối phương nào, lực lượng Đồng Minh quay trở về Surabaya sáng sớm hôm sau. Cuối ngày hôm đó 26 tháng 2, Tư lệnh của lực lượng, Chuẩn đô đốc Hà Lan Karel Doorman, triệu tập một cuộc họp các vị chỉ huy thuộc quyền để phổ biến kế hoạch của ông nhằm đối phó với quân Nhật. Lúc 19 giờ 22 phút, được tăng cường thêm với HMAS Perth, HMS Exeter và ba tàu khu trục Anh vừa đến nơi, lực lượng lên đường rời Surabaya.
Lực lượng của Doorman một lần nữa càn quét dọc theo bờ biển phía Bắc của Madura, và sau khi phát hiện vùng biển này vắng bóng tàu bè đối phương, đến 22 giờ 12 phút đã đổi hướng ngược trở lại. Đến sáng sớm ngày hôm sau, lực lượng ABDA tiếp tục đi ngang Surabaya và đổi hướng để tiến đến lối vào giữa các bãi mìn lúc 13 giờ 00 ngày 27 tháng 2. Tuy nhiên, tin tức trinh sát lại nhận được về sự hiện diện của một lực lượng Nhật Bản đang hướng về phía Nam từ vùng lân cận đảo Bawean. Lúc 15 giờ 00, khi Alden sắp đi vào luồng cảng giữa các bãi mìn, nó quan sát thấy De Ruyter đổi hướng và đánh tín hiệu: "Tôi đang chuyển hướng để đối đầu một đơn vị đối phương...". Phần còn lại của lực lượng tiếp nối theo, hướng thẳng về phía đối thủ.
Lúc 16 giờ 17 phút, Alden quan sát thấy các ánh chớp đầu nòng khi các tàu chiến Nhật khai hỏa, và được Houston, De Ruyter và Exeter đáp trả không lâu sau đó. Các tàu khu trục Mỹ, với Alden đứng thứ hai trong hàng, bắt đầu chiếm lấy vị trí bên hướng rút lui của đội hình tàu tuần dương ĐồNg Minh, bên mạn phải của Java. Nỗ lực tối đa để theo kịp các tàu tuần dương, Alden và các tàu chị em đi hết tốc độ có thể. Lúc 17 giờ 14 phút, trinh sát viên trên Alden ghi nhận tàu khu trục Hà Lan HNLMS Kortenaer trúng một quả ngư lôi và bị vỡ làm đôi. Không lâu sau đó hạm đội Đồng Minh đổi hướng hai lần và phân tán do hỏa lực hải pháo chính xác và nguy cơ ngư lôi vượt trội của đối phương. Bị hư hại bởi đạn pháo, Exeter bị buộc phải tách khỏi hàng chiến trận Đồng Minh; Alden và các tàu chị em thả một màn khói để bảo vệ cho việc rútt lui của nó.
Sau khi ra lệnh thực hiện một cuộc phản công bằng ngư lôi rồi hủy bỏ lệnh đó, Chuẩn đô đốc Doorman tại ra lệnh cho các tàu khu trục phản công. Các tàu khu trục Hoa Kỳ, những chiếc cũ nhất trong lực lượng ABDA, bẻ lái về phía lực lượng Nhật Bản và phóng ra các quả ngư lôi bên mạn phải lúc 18 giờ 22 phút. Rồi, nối tiếp theo sự cơ động của John D. Edwards phía trước, Alden đổi hướng và phóng các quả ngư lôi bên mạn trái của nó lúc 18 giờ 27 phút. Hạm trưởng của Alden, Thiếu tá Hải quân L. E. Coley, tin chắc rằng đợt tấn công ngư lôi của các tàu khu trục Mỹ đã giúp cho Exeter tránh bị phá hủy vào lúc đó.
Tầm nhìn kém và sự gia tăng khoảng cách sau đó khiến đưa đến đến kết thúc giai đoạn này của trận chiến, và hạm đội Đồng Minh rút lui; thỉnh thoảng máy bay trinh sát Nhật thả pháo sáng bên trên các tàu Đồng Minh. Lúc 19 giờ 58 phút, đội hình tàu tuần dương quay mũi về hướng Tây, nhưng trước khi trời sáng De Ruyter và Java bị chìm còn Houston và Perth buộc phải rút lui. Alden và các tàu chị em quay mũi về phía Đông và rút lui một cách độc lập về phía Surabaya với dự trữ ngư lôi hoàn toàn cạn kiệt. Đi qua các bãi mìn lúc 22 giờ 30 phút, các tàu khu trục Mỹ thả neo lúc 02 giờ 10 phút ngày 28 tháng 2. Alden tiếp tục ở lại Surabaya trong ngày hôm đó, được tiếp nhiên liệu tại bến cảng Holland và thả neo trong cảng, nơi nó chứng kiến hai đợt ném bom của máy bay ném bom tầm cao đối phương. Đến xế trưa, Thiếu tá Coley ghi nhận những kiểu máy bay của tàu sân bay xuất hiện, cho thấy hoạt động không quân của đối phương sẽ tiếp tục tăng cao.
Cole sau này ghi chép lại: "Dường như cơ hội tốt nhất của chúng tôi để đến được một căn cứ Đồng Minh là phải lẩn tránh đối phương, nhờ cậy vào tầm nhìn kém vào ban đêm để thoát ra khỏi tầm hoạt động của máy bay đối phương". Được phép rút lui về vịnh Exmouth, Australia khi vòng vây chung quanh Java đang dần dần siết chặt, bốn tàu khu trục thuộc Đội khu trục 58 khởi hành trong đêm đó, rời khỏi các bãi mìn trước nữa đêm ngày 28 tháng 2 trong khi toàn bộ thủy thủ đoàn phải trực chiến. Chúng di chuyển thật sát bờ dọc theo bờ biển Java, và chuyển hướng vào eo biển Bali mà không bị phát hiện. Tuy nhiên tại đây, chúng đụng độ với Đơn vị Tấn công Bali bao gồm các tàu khu trục Nhật Hatsuharu, Nenohi, Wakaba và Hatsushimo.
Lúc 02 giờ 15 phút, Alden phát hiện một tàu khu trục di chuyển gần như song song với nó về phía Đông, tiếp nối bởi hai chiếc khác hay nhiều hơn không lâu sau đó. Tách khởi vùng biển gần bờ để tránh một rặng san hô ngầm, các tàu khu trục Mỹ lọt vào tầm nhìn của đối phương, khi các tàu chiến Nhật khai hỏa trong vòng 15 phút sau. Một cuộc đấu pháo ngắn kéo dài 5 phút diễn ra giữa hai nhóm tàu khu trục trước khi Alden và các tàu chị em ngừng bắn và rải một màn khói. Ở khoảng cách 12 dặm (19 km), các tàu Nhật lại nổ súng lúc 02 giờ 50 phút; tuy nhiên, các tàu chiến Mỹ không bắn trả, lập luận rằng đối phương mưu toan buộc họ phải bộc lộ vị trí khi bắn trả.
Tiếp tục di chuyển với tốc độ 28 hải lý trên giờ (52 km/h), bốn chiếc tàu khu trục "bốn ống khói" cũ rút lui khỏi trận chiến mà không bị hư hại. Khi chúng về gần đến đích, Trung tá Hải quân Thomas H. Binford, Tư lệnh Đội khu trục 58, cho tách làm đôi lực lượng của mình, gồm những chiếc sẵn có hải đồ vùng biển Australia là Alden và Paul Jones với những chiếc không sẵn có gồm John D. Ford và John D. Edwards. Alden đi đến Fremantle, Western Australia vào xế trưa ngày 4 tháng 3. Trình diện để hoạt động cùng Tư lệnh Hải quân khu vực Australia-New Zealand vào ngày 28 tháng 3, Alden hoạt động tại vùng biển Tây Nam Thái Bình Dương cho đến khi nó lên đường đi về vùng bờ Tây Hoa Kỳ, ghé qua Trân Châu Cảng vào ngày 7 tháng 6. Sau khi được đại tu  tại Xưởng hải quân Mare Island, nó làm nhiệm vụ hộ tống các đoàn tàu vận tải đi lại giữa San Francisco và vùng biển Hawaii từ ngày 11 tháng 8.

#### 1943
Trong tám tháng tiếp theo sau, Alden làm nhiệm vụ hộ tống vận tải cho đến khi nó rời Mare Island vào ngày 9 tháng 4 năm 1943 để đi sang vùng biển Caribe. Băng qua kênh đào Panama vào ngày 16 tháng 4 và trình diện để phục vụ cùng Tư lệnh lực lượng Tiền phương Biển Caribe cùng ngày hôm đó, nó tiếp tục đi đến Trinidad, đến nơi vào ngày 25 tháng 4. Chiếc tàu khu trục trải qua hai tháng tiếp theo hộ tống các đoàn tàu vận tải đi lại giữa Trinidad và vịnh Guantánamo, Cuba trước khi đi lên phía Bắc đến Xưởng hải quân New York, nơi nó bắt đầu đước sửa chữa và cải biến từ ngày 28 tháng 6. Sau khi hoàn tất, nó lên đường đi Norfolk, Virginia vào ngày 11 tháng 7, và gia nhập một đoàn tàu vận tải hướng đến Maroc sau đó, đi đến Casablanca vào ngày 28 tháng 7. Sau khi quay về Hoa Kỳ ngang qua Gibraltar, con tàu đi vào ụ tàu tại Xưởng hải quân Charleston vào ngày 27 tháng 8 để sửa chữa. Nó lên đường đi Port of Spain, Trinidad vào ngày 7 tháng 9, rồi tiếp tục đi đến vùng biển Brazil, đi đến Recife vào ngày 8 tháng 10.
Khởi hành đi Caribe vào ngày 4 tháng 11, Alden đi đến Trinidad mười ngày sau đó, và lên đường vào ngày 26 tháng 11 hộ tống cho George Washington. Sau khi đưa chiếc tàu vận chuyển Lục quân đến Key West, Florida an toàn vào ngày 1 tháng 12, nó tiếp tục đi đến Charleston, đến nơi vào ngày 3 tháng 12 để bảo trì. Nó khởi hành từ đây để đi Casco Bay, Maine, tiến hành huấn luyện ôn tập trước khi quay trở lại Norfolk, đến nơi vào ngày 31 tháng 12 năm 1943.

#### 1944
Alden lên đường đi sang vùng biển Bắc Phi vào ngày 5 tháng 1 năm 1944, trong thành phần một đội tấn công chống chống tàu ngầm hình thành chung quanh chiếc tàu sân bay hộ tống Guadalcanal. Vào ngày 16 tháng 1, hai máy bay TBF Avenger thuộc Liên đội Hỗn hợp VC-13 của Guadalcanal đã phát hiện một cặp tàu ngầm U-boat trên mặt biển gần quần đảo Azores, và đã tấn công, đánh chìm chiếc U-544 trước khi nó kịp chuyển thiết bị radar sang chiếc U-129. Đi đến Casablanca vào ngày 26 tháng 1, lực lượng đặc nhiệm lên đường quay trở về Hoa Kỳ ba ngày sau đó, về đến Norfolk vào ngày 16 tháng 2. Chuyển đến Xưởng hải quân Boston để sửa chữa và cải biến không lâu sau đó, Alden quay trở lại Norfolk vào ngày 12 tháng 3.
Chiếc tàu khu trục lên đường ngay ngày hôm sau để hướng sang Tunisia, trong thành phần 16 tàu hộ tống cho Đoàn tàu UGS-36, bao gồm 72 tàu buôn và 18 tàu đổ bộ tăng. Các tàu hộ tống đã đánh đuổi một chiếc dường như là tàu ngầm U-boat vào ngày 31 tháng 3, và chỉ sáu giờ sau vào ngày 1 tháng 4, 22 máy bay Đức đã tấn công Đoàn tàu UGS-36. Trong thành phần hậu vệ, Alden trợ giúp vào việc phòng thủ đoàn tàu trong khi các tàu hộ tống khác bắn rơi hai máy bay đối phương và có thể làm hư hại hai chiếc khác. Cuối cùng UGS-36 tới được điểm đến, Bizerte, vào ngày 3 tháng 4. Chín ngày sau, Alden lên đường quay trở về Hoa Kỳ, về đến Hampton Roads vào ngày 1 tháng 5. Sau một giai đoạn bảo trì ngắn tại Xưởng hải quân Boston, nó rời Boston, Massachusetts vào ngày 27 tháng 5 để đi New York, trình diện để phục vụ cùng Tư lệnh Lực lượng Phục vụ Hạm đội Đại Tây Dương không lâu sau đó. Nó hoạt động ngoài khơi Norfolk trong tháng 6, chủ yếu trong nhiệm vụ hộ tống tại chỗ. Vào lúc này nó từng hộ tống cho Wisconsin khi chiếc thiết giáp hạm mới ở trong giai đoạn chạy thử máy.
Sau khi được sửa chữa khẩn cấp chân vịt bị hư hại, Alden tiếp tục nhiệm vụ hộ tống, là này là với tàu chở dầu hạm đội Elokomin, đi từ Norfolk đến Baytown, Galveston rồi đến vịnh Guantánamo trước khi quay trở lại Galveston, rồi lại hộ tống chiếc tàu chở dầu trong chặng từ Galveston đến Bermuda, vịnh Casco và Norfolk. Được bảo trì định kỳ tại Xưởng hải quân Norfolk sau khi hoàn thành nhiệm vụ vào tháng 8 năm 1944, nó lại hộ tống cho tàu chở dầu Chicopee đi từ Norfolk đến Bermuda trước khi hộ tống cho Adair và Mount Hood đi từ Norfolk đến vùng kênh đào. Thay phiên cho chiếc John D. Edwards làm nhiệm vụ cùng Tư lệnh Tiền phương biển Panama, nó hoạt động tại vùng biển Panama như một tàu huấn luyện cùng các tàu ngầm cho đến tháng 11, khi chiếc tàu khu trục quay trở về Norfolk.

#### 1945
Sau khi bị hư hại do va chạm với chiếc Hayter vào ngày 31 tháng 1 năm 1945, Alden được sửa chữa tại Xưởng hải quân Norfolk, và sau khi hoàn tất vào ngày 28 tháng 2, nó rời xưởng tàu gia nhập một đoàn tàu vận tải hướng sang Địa Trung Hải, Đoàn tàu UGF-21, vào ngày 1 tháng 3. Quay trở về Hoa Kỳ cùng Đoàn tàu GUF-21, nó hộ tống cho tàu chở dầu Mattaponi đi lại giữa Bermuda và Guantánamo, rồi cho Chiwawa giữa Guantánamo và Bermuda, trước khi quay trở về Norfolk. Sau khi được tiếp liệu tại Tompkinsville, Alden lên đường đi Mayport, Florida vào ngày 2 tháng 6, nơi nó làm nhiệm vụ canh phòng máy bay cho Guadalcanal, chiếc tàu sân bay làm nhiệm vụ chuẩn nhận tàu sân bay cho phi công hải quân ngoài khơi Căn cứ Không lực Hải quân Pensacola, Florida. Hoàn tất nhiệm vụ này vào ngày 13 tháng 6, chiếc tàu khu trục đi đến Delaware.
Alden đi đến Xưởng hải quân Philadelphia vào ngày 15 tháng 6 năm 1945, nơi nó được cho xuất biên chế vào ngày 15 tháng 7. Tên nó được cho rút khỏi danh sách Đăng bạ Hải quân vào ngày 13 tháng 8, và con tàu bị bán cho hãng Boston Metals Salvage Company ở Baltimore, Maryland vào ngày 30 tháng 11 năm 1945 để tháo dỡ.

## Phần thưởng
Alden được tặng thưởng ba Ngôi sao Chiến trận do thành tích phục vụ trong Chiến tranh Thế giới thứ hai.